# Neohahnia sylviae
Espèce
Neohahnia sylviae est une espèce d'araignées aranéomorphes de la famille des Hahniidae.

## Distribution
Cette espèce est endémique du Brésil.

## Publication originale
- Mello-Leitão, 1917 : Generos e especies novas de araneidos. Archivos da Escola. Superior de Agricultura e Medicina Veterinária, vol. 1, p. 3-19.